# Heresie (album)
Heresie was het tweede album van de Belgische progressieve rockgroep Univers Zero. Het verscheen in 1979. Net als op het debuutalbum 1313 wordt een genre tussen rock en kamermuziek gebracht, met bezetting met hobo, fagot, altviool, viool, bas, gitaar, keyboards en drums. Waar het debuutalbum al een sinistere sfeer had, is de muziek op Heresie nog overweldigender en donkerder. Het dissonante en emotioneel deprimerende geluid doet wat denken aan de sfeer van de industrial en gothic genres die pas later zouden verschijnen.

## Musici
- Michel Berckmans: fagot, hobo
- Daniel Denis: drums, percussie
- Patrick Hanappier: altviool, viool
- Roger Trigaux: gitaar, piano, orgel, harmonium
- Guy Segers: bas, stem

## Muziek
| Nr. | Titel                         | Duur  |
| --- | ----------------------------- | ----- |
| 1.  | La Faulx                      | 25:18 |
| 2.  | Jack the Ripper               | 13:29 |
| 3.  | Vous le Saurez en Temps Voulu | 12:56 |